# Armand Alexandre Joseph Adrien de Caulaincourt
Armand-Alexandre-Joseph-Adrien, 6e marquis de Caulaincourt, 2e duc de Vicence (1815-1896), est un homme politique français.

## Biographie
Fils aîné d'Armand, 5e marquis de Caulaincourt, premier duc de Vicence, et d'Adrienne Hervée Louise de Carbonnel de Canisy, il est né à Paris le 13 février 1815 et décédé à Paris le 28 février 1896. 
Il est issu d'une ancienne famille de la noblesse du Vermandois, en Picardie, dotée du titre de marquis par lettres du Roi Louis XIV, en 1714.
En 1808, son grand-père, Gabriel Louis, 4e marquis de Caulaincourt, reçut le titre de comte de l'Empire et son père, celui de duc de Vicence.
Diplomate, il est nommé sénateur du Second Empire le 26 janvier 1852 et le reste jusqu'en 1870. 
Il est aussi conseiller général du canton de Roisel (Somme) et, de 1866 à 1868, président du Conseil général de la Somme.

## Mariage et descendance
Il épouse en 1849 Marguerite Perrin de Cypierre (1812-1861), avec laquelle il a trois filles :
- Adrienne de Caulaincourt de Vicence (1850-1914), mariée en 1872 avec Albéric de Viel de Lunas d'Espeuilles (1840-1931), secrétaire d'ambassade, conseiller-général et député de la Nièvre, qui relève le nom de Caulaincourt de Vicence. Dont postérité ;
- Béatrix de Caulaincourt de Vicence (1853-1903), mariée en 1875 avec Emmanuel, baron de Sarret de Coussergues (1835-1919), dont postérité ;
- Marie de Caulaincourt de Vicence (1859-1902), mariée en 1880 avec le comte Pierre de Kergorlay (1847-1919), conseiller-général et député de la Haute-Loire. Dont postérité.

## Sources
- « Armand Alexandre Joseph Adrien de Caulaincourt », dans Adolphe Robert et Gaston Cougny, Dictionnaire des parlementaires français, Edgar Bourloton, 1889-1891 [détail de l’édition]
- Joseph Valynseele, Les Princes et ducs du Premier empire non Maréchaux, leur famille et leur descendance, 1959, Paris, l'auteur, p. 33-46.